# Moranbah Airport
Moranbah Airport är en flygplats i Australien. Den ligger i kommunen Isaac och delstaten Queensland, omkring 780 kilometer nordväst om delstatshuvudstaden Brisbane. Moranbah Airport ligger 231 meter över havet.
Trakten runt Moranbah Airport är nära nog obefolkad, med mindre än två invånare per kvadratkilometer.. Närmaste större samhälle är Moranbah, nära Moranbah Airport.
Omgivningarna runt Moranbah Airport är i huvudsak ett öppet busklandskap. Genomsnittlig årsnederbörd är 807 millimeter. Den regnigaste månaden är januari, med i genomsnitt 156 mm nederbörd, och den torraste är augusti, med 19 mm nederbörd.